# بهبودی دشوار است
بهبودی دشوار است (انگلیسی: Healing Is Difficult) دومین آلبوم استودیویی خواننده استرالیایی سیا است که در سال ۲۰۰۱ منتشر شد.